# Mimosa virgula
Mimosa virgula es una especie de arbusto en la familia de las fabáceas. Se encuentra en América.

## Distribución
Es originaria de Brasil donde se encuentra en el Cerrado, distribuidas por Goiás.

## Taxonomía
Mimosa virgula fue descrita por Rupert Charles Barneby  y publicado en Memoirs of the New York Botanical Garden 65: 674–675. 1991.